# Dan Joye
Christian Niccum (ur. 19 lutego 1985 w San Tomé, Wenezuela) – amerykański saneczkarz, startujący w konkurencji dwójek.
Startował na Igrzyskach w Turynie. W konkurencji dwójek, razem z Prestonem Griffalem, zajął 8. miejsce.
Startował na Igrzyskach w Vancouver. W konkurencji dwójek, razem z Christianem Niccumem, zajął 6. miejsce.